# 苏必利尔州

深紅色區域是構想的蘇必利爾州範圍，粉色區域則是在部分構想中劃入蘇必利爾州的地區

蘇必利爾州（State of Superior）是美國提案設立的第51州之一，範圍包括密西根州轄區中位於密西根上半島。儘管該地區從密西根下半島獲得大量資金，且麥基諾大橋的開通使該地區和密歇根州其他地區陸路交通相連，但獨立建州的運動始終存在。如果蘇必利爾州設立，該州將是美國人口最少的州，人口僅有懷俄明州的約六成。土地面積則將居於美國第40位，大於馬里蘭州。

## 外部連結
- Remembering the UP’s break-away movement （页面存档备份，存于）
- "'State of Superior' sees political unrest" （页面存档备份，存于）
- "Lost States: A Superior review" （页面存档备份，存于）
- "A 51st State In...Michigan?" （页面存档备份，存于）
- （页面存档备份，存于）

46°N 87°W / 46°N 87°W